# Chindasvinto González
Chindasvinto González García (Urda, 11 de marzo de 1911 - Madrid, 16 de julio de 1992) fue un piloto y militar español que luchó en la guerra civil española en defensa de la Segunda República Española, encuadrado en las Fuerzas Aéreas de la República Española. 

## Biografía
Nacido en el pueblo toledano de Urda, ingresó en el Servicio de Aviación de la Escuela de Mecánicos de Cuatro Vientos en febrero de 1930 y se graduó como mecánico en junio de 1932, destinado a la Escuela de Tiro y Bombardeo del aeródromo de Los Alcázares. En noviembre de 1934 consiguió otro destino en la Escuela de Vuelo y Combate de Alcalá de Henares, donde fue nombrado ingeniero de vuelo del Fokker F.VII y realizó formación en aviones multimotor.
Cuando estalló la guerra civil española, González estaba de permiso en Madrid y se incorporó a su unidad el 18 de julio. Diez días después fue destinado al aeródromo de Getafe, desde donde operó como sargento mecánico de un escuadrón mixto compuesto por Breguet 19 y Nieuport 52 y que fue mandado a realizar operaciones en la batalla por Extremadura (primero al aeródromo de Don Benito y luego a Herrera del Duque). Al regresar a Getafe a finales de septiembre, González trabajó como ingeniero de vuelo para el DH 89 Dragon Rapide pilotado por el teniente bielorruso Miguel Kryguine.
A principios de diciembre de 1936, González se incorporó al curso de pilotos de la Escuela de Vuelos de San Javier, se le concedió el estatus de piloto militar el 21 de enero de 1937 y un par de meses después, el 24 de marzo, fue ascendido a teniente. Su primer destino fue la 1ª Escuadrilla del Grupo Nº 20, equipada con bombarderos ligeros Polikarpov R-Z Natacha y que operaba desde los aeródromos de Albacete, Tembleque, Linares y Madridejos. A principios de mayo, el teniente González fue destinado a la 1ª Escuadrilla del Grupo Natacha nº 25, que operaba desde los aeródromos de Lérida y Balaguer en el frente de Aragón, hasta que comenzó la ofensiva de Brunete y se le transladó a los aeródromos de Azuqueca de Henares, Caspe, Alcañiz y El Toro. González fue ascendido a capitán y confirmado como comandante de escuadrilla en septiembre. A lo largo de su vida de piloto, se le atribuye el derribo de 5 aviones enemigos.
El 31 de enero de 1938, se ordenó al capitán González que acompañara a los pilotos en formación a Kirovabad (hoy Ganyá, Azerbaiyán), en la URSS de donde volvió el 10 de mayo. Hacia el final de la guerra, desempeñó el papel de piloto de pruebas para los I-15 Chatos recién salidos de fábrica, además de desempeñarse como instructor en la Escuela de Caza en el aeródromo de Alcantarilla, donde fue capturado por las fuerzas nacionalistas victoriosas.